# Marjaniwka (hromada Nowoarchanhelśk)
Marjaniwka (ukr. Мар'янівка) – wieś na Ukrainie, w obwodzie kirowohradzkim, w rejonie hołowaniwskim, w hromadzie Nowoarchanhelśk. W 2001 liczyła 247 mieszkańców, spośród których 241 wskazało jako ojczysty język ukraiński, 3 rosyjski, 2 mołdawski, a 1 inny.